# Shol Arbela
Shol Arbela is in de boekenserie Het Rad des Tijds, geschreven door Robert Jordan, de hoofdstad van Arafel, een van de Grenslanden.
De stad bevindt zich centraal in het het koninkrijk en is gebouwd om invasies vanuit de Verwording te weerstaan. De stad bevindt zich aan de rand van de Lansiervlakte. Een bijnaam van de stad is ook wel "Stad van Duizend Klokken".